# حکیم‌آباد (گلبهار)
حکیم‌آباد روستایی در دهستان بیزکی بخش مرکزی شهرستان گلبهار استان خراسان رضوی ایران است.

## جمعیت
بر پایه سرشماری عمومی نفوس و مسکن در سال ۱۳۹۵ جمعیت این مکان ۲۷ نفر (۸خانوار) بوده‌است.